# 생드니 대성당
생드니 대성당(프랑스어: Basilique de Saint-Denis)은 프랑스 파리 북부 생드니에 위치한 고딕 양식의 성당으로, 7세기경 다고베르 1세에 의해 지어졌다. 프랑스의 역대 군주들을 비롯해 프랑스의 왕족들의 유해가 잠들어 있는 것으로 유명한데, 프랑스 혁명 중에는 군중에 의해 묘가 훼손되는 수난을 겪기도 했다. 백년 전쟁에서 큰 활약을 했던 프랑스의 군인 베르트르 게클랭의 묘 또한 이곳에 있다. 역사적으로, 건축학적으로 큰 가치가 있는 건물로 현재 프랑스의 세계유산 잠정 목록에 올라가 있다.

## 배경
프랑스의 수호성인 성 드니는 첫 파리 주교가 되었다. 그는 3세기 중반 몽마르트르 언덕에서 그의 추종자 두 명과 함께 3세기 중반 몽마르트르 언덕에 참수를 당하였으며, 그후 그의 머리를 그가 묻히고 싶다고 했던 현재의 교회가 있는 장소에 가져다 두었다고 말해진다. 마르티리움이 그의 무덤이 있는 곳에 세워져, 5세기와 6세기에 유명한 순례지가 되었다.

## 매장 인물

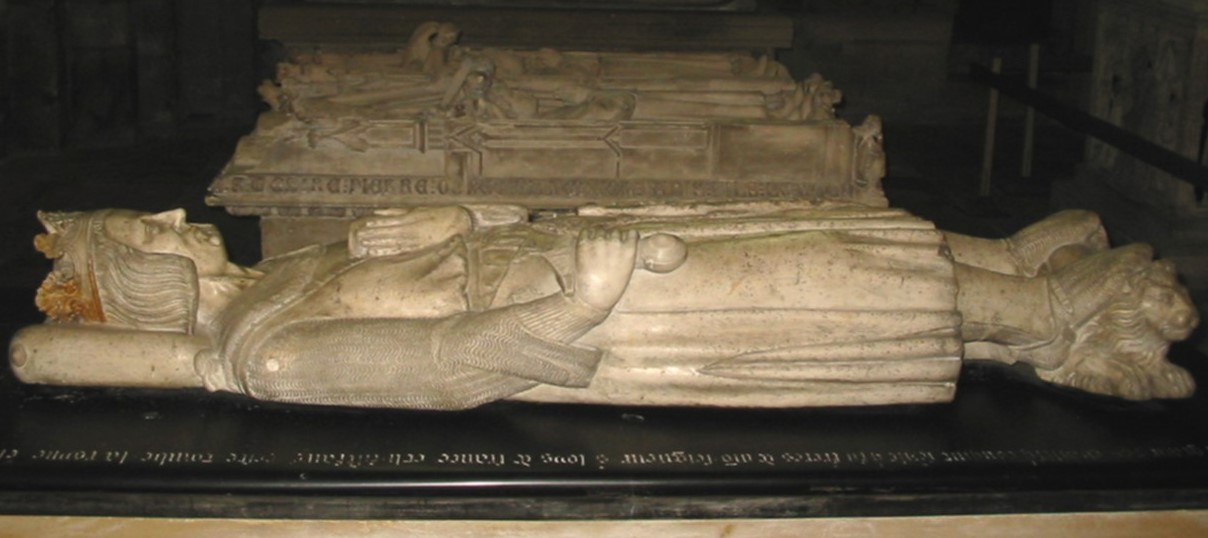
나폴리 (또는 앙주)의 샤를 1세.

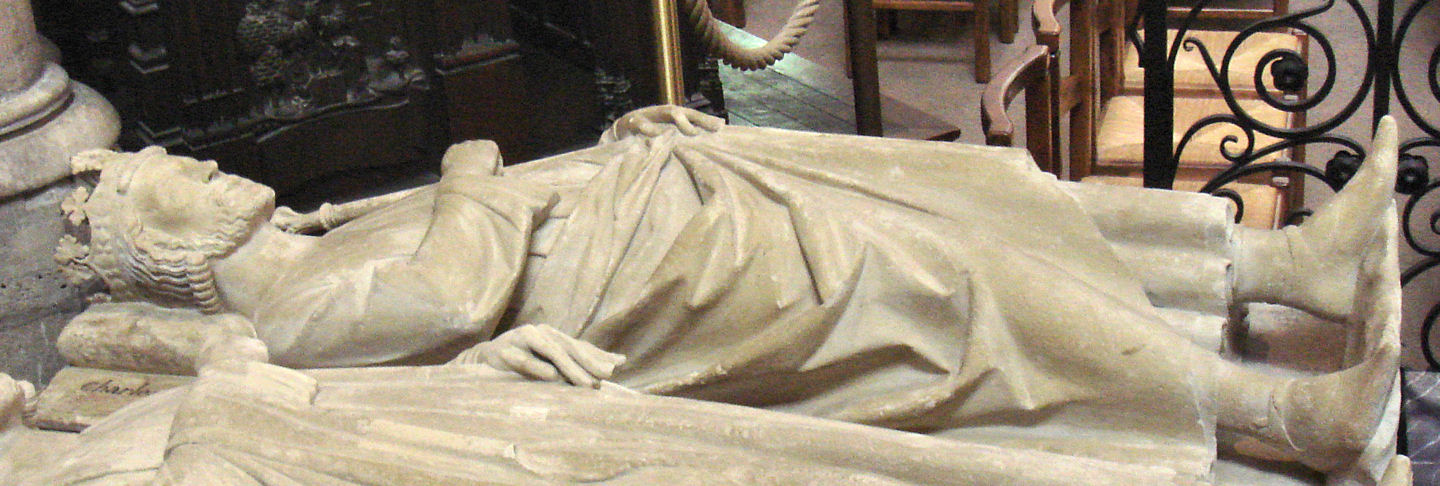
샤를 마르텔의 무덤.

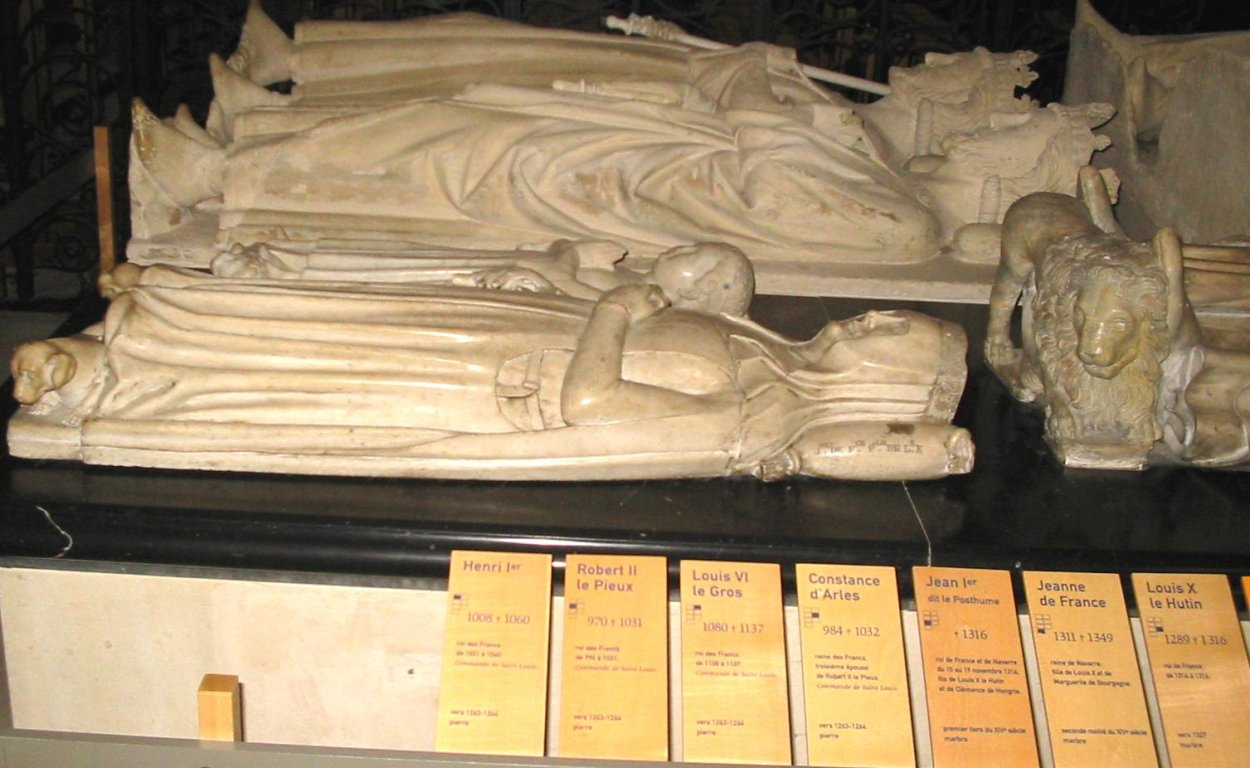
가장 멀리서부터 앙리 1세, 로베르 2세, 장 1세, 잔.

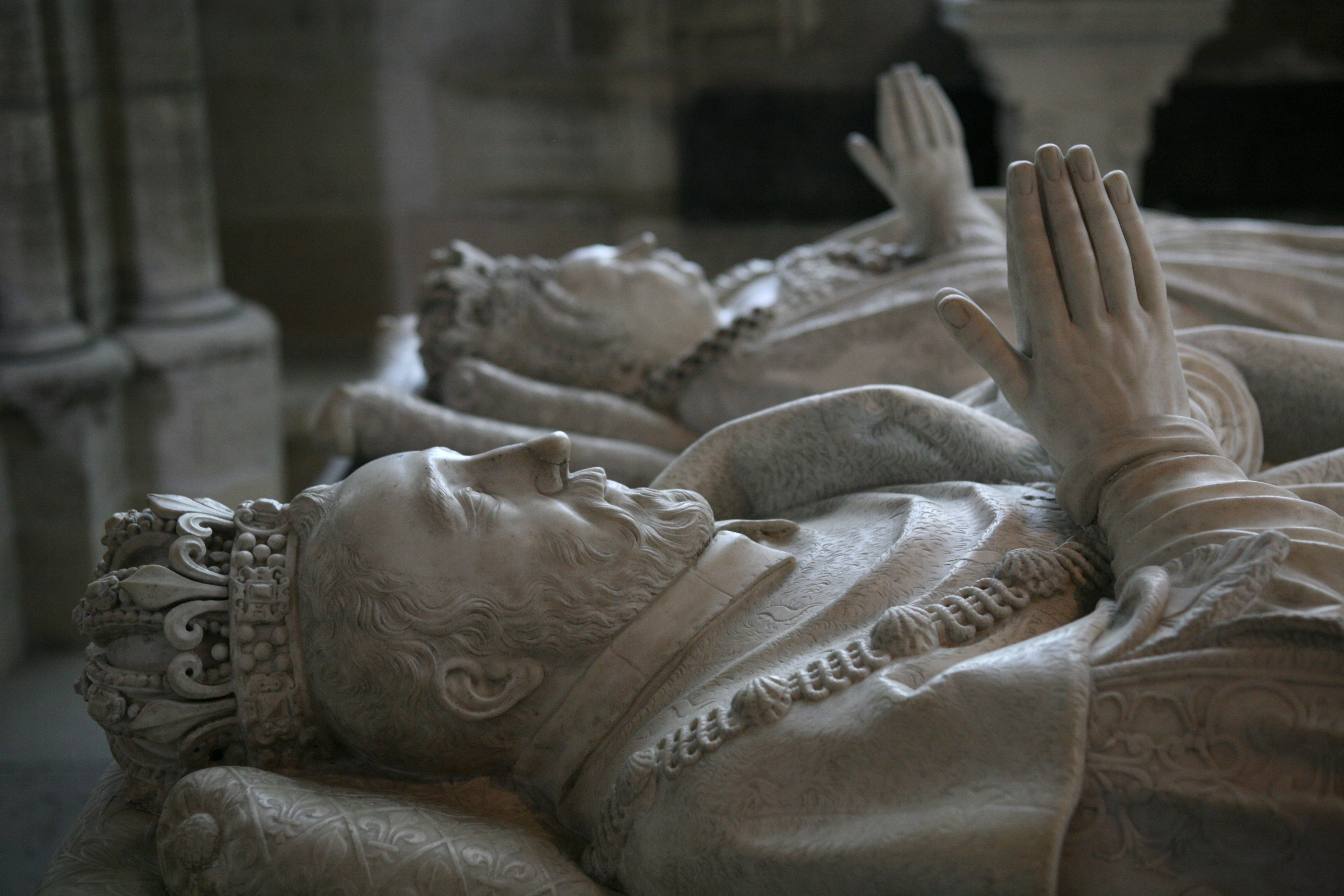
앙리 2세와 그의 아내 카트린 드 메디시스의 무덤.

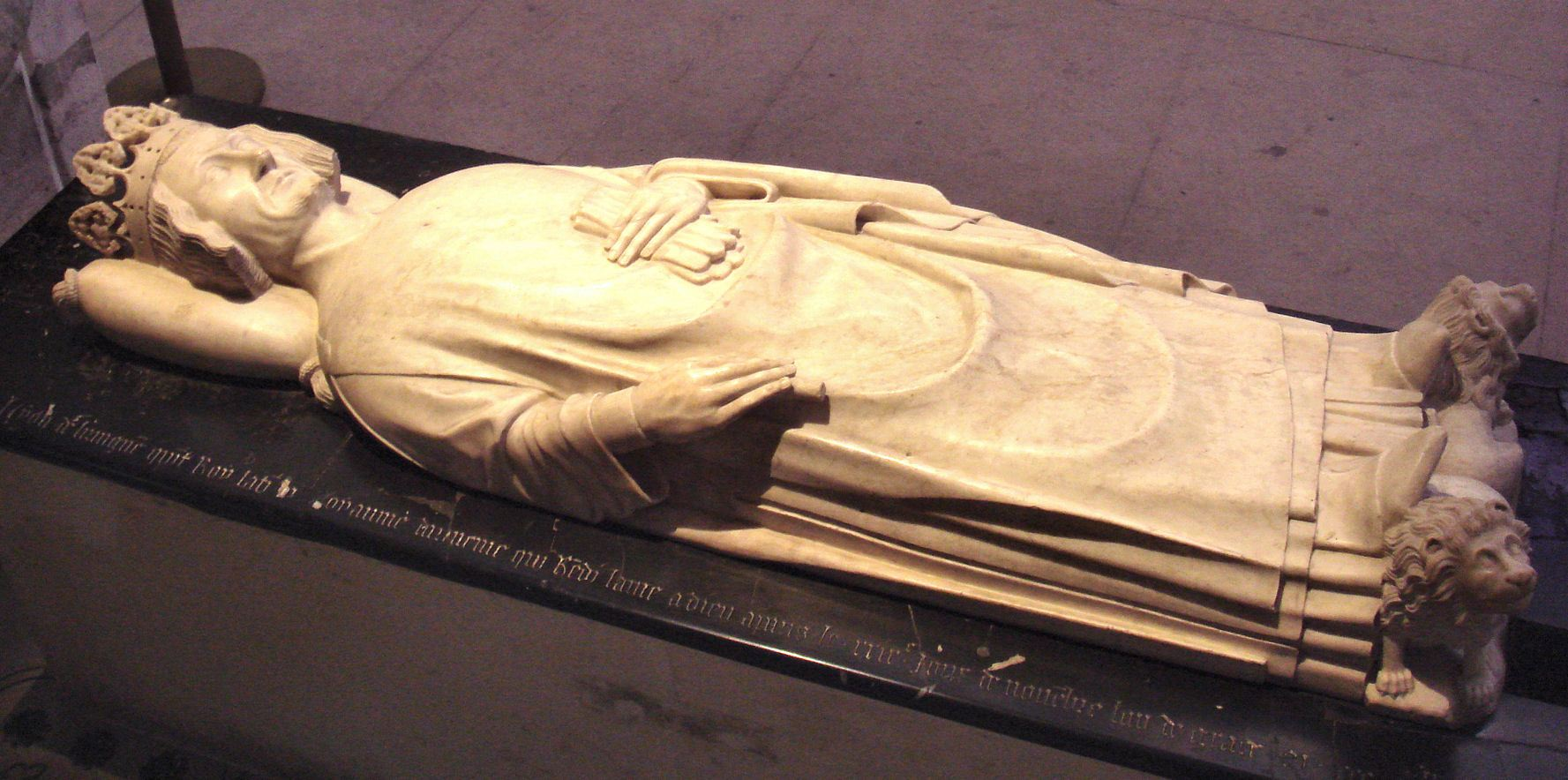
아르메니아 왕 레본 5세의 무덤.

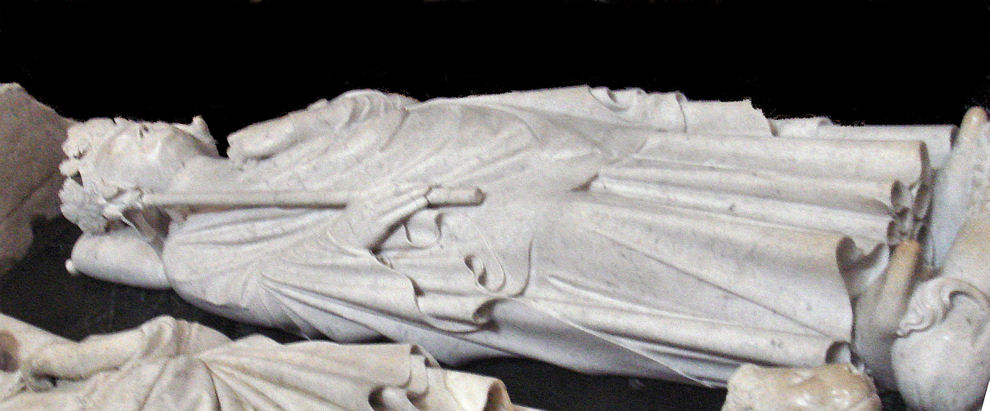
필리프 4세의 무덤.

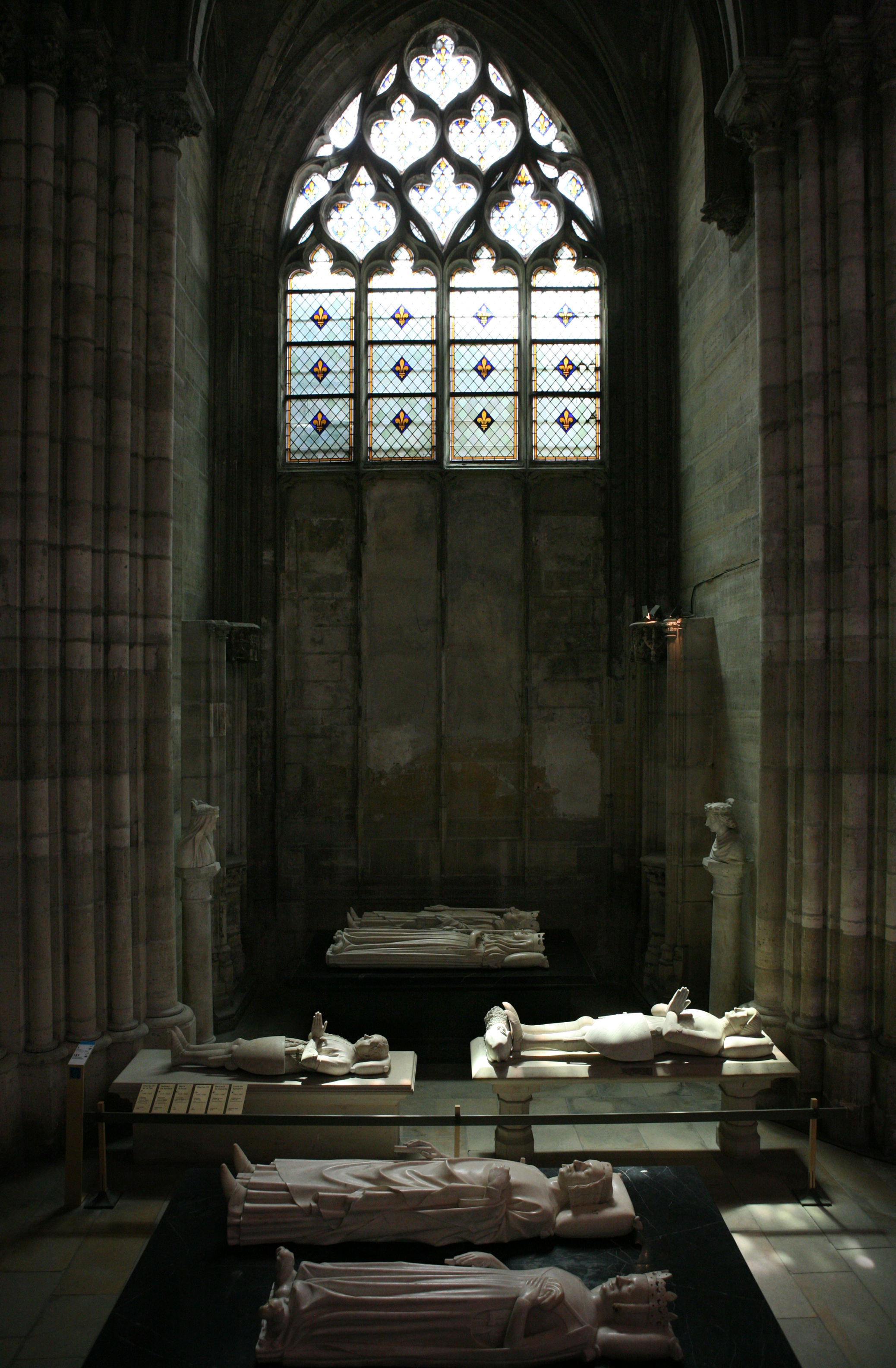
생드니 대성당 – (시계 방향으로) 베르트랑 뒤 게클랭, 샤를 6세, 바이에른의 이자보, 루이 드 상세르, 샤를 5세, 잔 드 부르봉

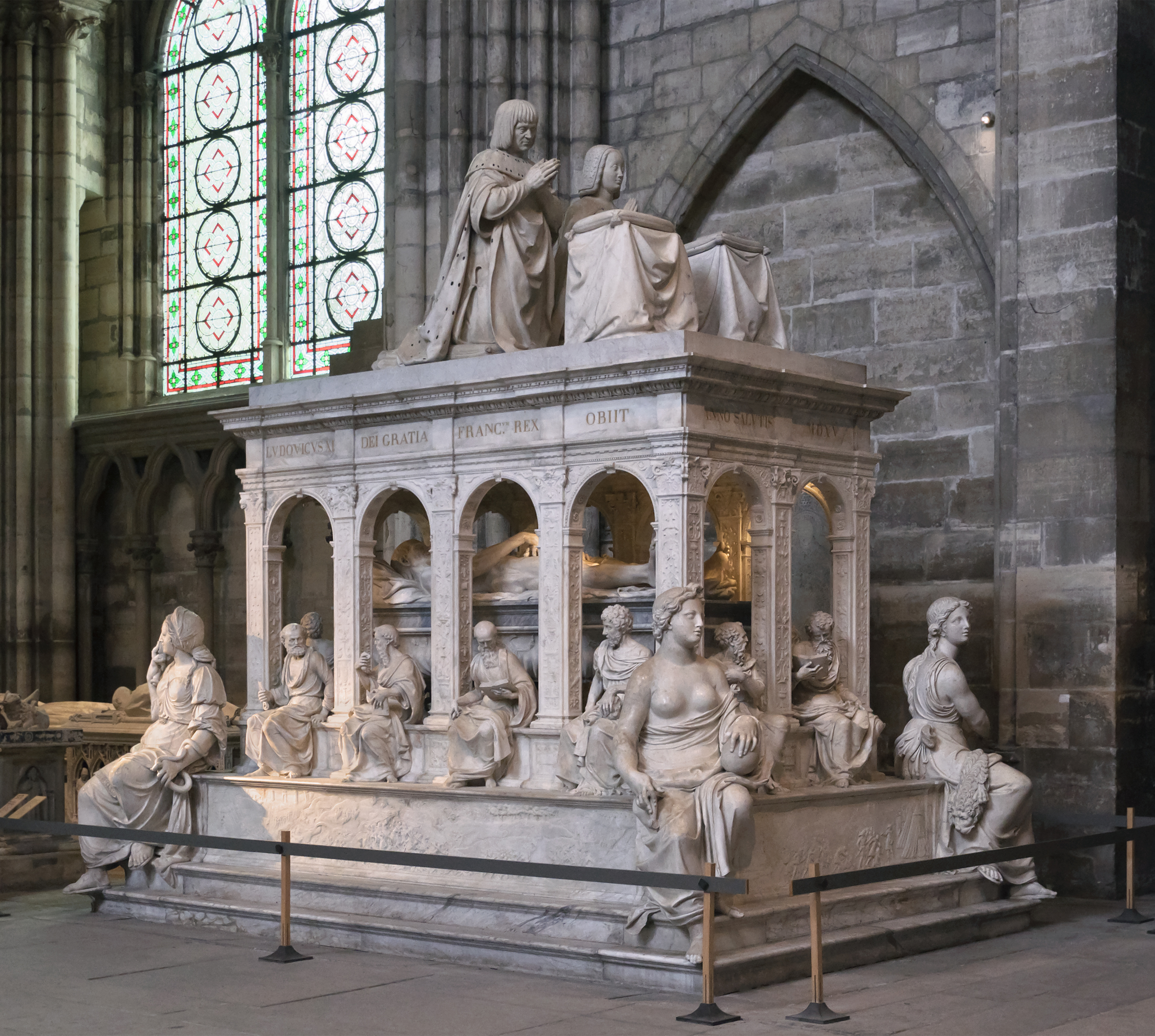
루이 12세와 안 드 브르타뉴의 무덤

### 국왕
3명을 제외한 역대 모든 프랑스의 국왕들은 이 성당에 묻혔고, 다른 나라의 군주들도 이곳에 묻혔다. 초창기 군주들의 무덤들은 파괴된 제네비브 수도원에서 사라졌다. 주요 인물들로는 다음과 같다:
- 클로비스 1세 (466년–511년)
- 킬데베르투스 1세 (496년–558년)
- 아레군트 (515/520년–580년)
- 프레데군트 (킬페리쿠스 1세의 셋째 부인, 597년 사망)
- 다고베르투스 1세 (603년–639년)
- 클로비스 2세 (634년–657년)
- 샤를 마르텔 (686년–741년)
- 단신왕 피핀 (714년–768년)과 그의 아내 베르트라다 페데 아우카에 (710-727년 출생 - 783년 사망)
- 카를로마누스 1세 (751년–771년)
- 카롤루스 2세 칼부스 (823년–877년) (그의 금속 기념물은 프랑스 혁명 때 녹여짐)와 그의 첫째 부인 오를레앙의 에르망트루드 (823년–869년)
- 카를로마누스 2세 (866년–884년)
- 로베르 2세 (972년–1031년)와 그의 셋째 부인 아를의 콩스탕스 (986년–1032년)
- 앙리 1세 (1008년–1060년)
- 루이 6세 (1081년–1137년)
- 루이 7세 (1120년~1180년)와 그의 둘째 부인 카스티야의 콘스탄사 (1140년–1160년)
- 루이 8세 (1187년–1226년)
- 필리프 2세 (1165년–1223년)
- 성인 루이 9세 (1214년–1270년)
- 나폴리의 카를로 1세 (1227년–1285년) -  그의 심장 모형이 묻힘
- 필리프 3세 (1245년–1285년)와 그의 첫째 부인 프랑스 왕비 아라곤의 이사벨 (1248년-1271년)
- 필리프 4세 (1268년–1314년)
- 아르메니아 왕 레본 5세 (1342년–1393년)
- 루이 12세 (1462년–1515년)
- 프랑수아 1세 (1494–1547년)
- 앙리 2세 (1519년–1559년)와 카트린 드 메디시스 (1519년–1589년)
- 프랑수아 2세 (1544년–1560년)
- 샤를 9세 (1550년–1574년) (기념물 없음)
- 앙리 3세 (1551년–1589년) - 폴란드의 국왕이기도 함 (심장이 묻힘)
- 앙리 4세 (1553년–1610년)
- 루이 13세 (1601년–1643년)
- 루이 14세 (1638년–1715년)
- 루이 15세 (1710년–1774년)
- 루이 16세 (1754년–1793년)와 마리 앙투아네트 (1755년–1793년)
- 루이 17세 (1785년–1795년) (심장만이 묻히고 그의 시신은 공동 묘지에 버려짐)
- 루이 18세 (1755년–1824년)

### 그외 왕족과 귀족
- 프랑스의 블랑슈 (필리프 4세의 딸)
- 오를레앙 공작 니콜라 앙리 (1607년–1611년) - 앙리 4세의 아들
- 오를레앙 공작 가스통 (1608년–1660년) - 앙리 4세의 아들
- 몽팡시에 여공작 마리 드 부르봉 (1605년–1627년) - 가스통의 아내
  - 마르그리트 드 로렌 (1615년–1672년) - 오를레앙 공작부인이자 가스통의 둘째 부인
  - 안 마리 루이즈 도를레앙 (1627년–169년) - 라 그랑 마드무아젤
  - 마르그리트 루이즈 도를레앙 (1645년–1721년) - 토스카나 대공 부인
  - 장 가스통 도를레앙 (1650년–1652년) - 발루아 공작
  - 마리 안 도를레앙 (1652년–1656년) - 마드무아젤 드 샤르트르
- 앙리에타 마리 드 프랑스 (1609년–1669년) - 잉글랜드와 스코틀랜드의 국왕 찰스 1세의 아내
- 오를레앙 공작 필리프 1세 (1640년–1701년) - 루이 14세의 형제
  - 잉글랜드의 헨리에타 공작 부인 (1644년–1670년) - 필리프의 첫번째 부인
  - 팔츠 후작영애 엘리자베트 하를로테 (1652년–1722년) - 필리프의 둘째 부인
- 오스트리아의 마리 테레즈 (1638년–1683년) - 루이 14세의 왕비
  - 루이 드 프랑스 (1661년–1711년) - 르 그랑 도팽
  - 마리아 아나 폰 바이에른 선제후녀 (1660년–1690년) - 프랑스의 왕세자 루이의 아내
  - 프랑스 왕녀 안 엘리자베트 드 프랑스 (1662년) - 루이 14세의 딸
  - 프랑스 왕녀 마리 안 드 프랑스 (1664년) - 루이 14세의 딸
  - 프랑스 왕녀 마리 테레즈 드 프랑스 (1667년–1672년) - 루이 14세의 딸
  - 앙주 공작 필리프 샤를 (1668년–1671년) - 앙주 공작 및 루이 14세의 아들
  - 앙주 공작 루이 프랑수아 (1672년) - 앙주 공작 및 루이 14세의 아들
- 오를레앙 공작 필리프 2세 (1674년–1723년) - 프랑스의 섭정
- 루이 드 프랑스 (1682년–1712년) - 부르고뉴 공작
  - 마리 아델라이드 드 사부아 (1685년–1712년) - 부르고뉴 공작부인
  - 루이 드 프랑스 (1704년–1705년) - 브르타뉴 공작
  - 루이 드 프랑스 (1707년–1712년) - 브르타뉴 공작
- 샤를 드 프랑스 (1686년–1714년) - 베리 공작
  - 마리 루이즈 엘리자베트 도를레앙 (1695년–1719년) - 베리 공작부인
  - 나 달랑송 (Na  d'Alençon, 1711년 [세례를 못 받음])
  - 샤를 달랑송 (Charles d'Alençon, 1713년) - 알랑송 공작
  - 마리 루이즈 엘리자베트 달랑송 (Marie Louise Élisabeth d'Alençon, 1714년)
- 마리 레슈친스카 (1703년–1768년) - 루이 15세의 왕비
  - 루이즈 엘리자베트 드 프랑스 (1727년–1759년) - 파르마 공작부인
  - 앙리에트 드 프랑스 (1727년–1752년) - 루이 15세의 딸 및 루이즈 엘리자베트와 쌍둥이 자매
  - 루이즈 드 프랑스 (1728년–1733년) - 루이의 15세 딸
  - 루이 드 프랑스 (1729년–1765년) - 프랑스 왕세자
    - 스페인의 마리아 테레사 라파엘라 (1726년–1746년) - 루이의 첫째 부인
    - 작센 공녀 마리아 요제파 (1731년–1767년) - 루이의 둘째 부인

  - 필리프 드 프랑스 (1730년–1733년) - 앙주 공작
  - 마리 아델라이드 드 프랑스 (1732년–1800년) - 루이 15세의 딸
  - 빅투아르 드 프랑스 (1733년–1799년) - 루이 15세의 딸
  - 소피 드 프랑스 (1734년–1782년) - 루이 15세의 딸
  - 루이즈 마리 드 프랑스 (1737년–1787년) - 루이 15세의 딸
  - 루이 조제프 드 프랑스 (1781년–1789년) - 루이 16세와 마리 앙투아네트의 장남
  - 소피 엘렌 베아트리스 드 프랑스 (1786년–1787년) - 루이 16세와 마리 앙투아네트의 차녀
- 튀렌 자작 앙리 드 라 투르 도베르뉴 (1611년–1675년) - 프랑스의 원수.
- 안 드 브르타뉴 (1477년–1514년) - 브르타뉴 여백작이자 샤를 8세 및 루이 12세의 아내.

## 갤러리

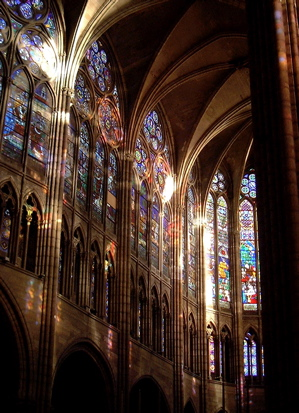
해질녁의 성가대석
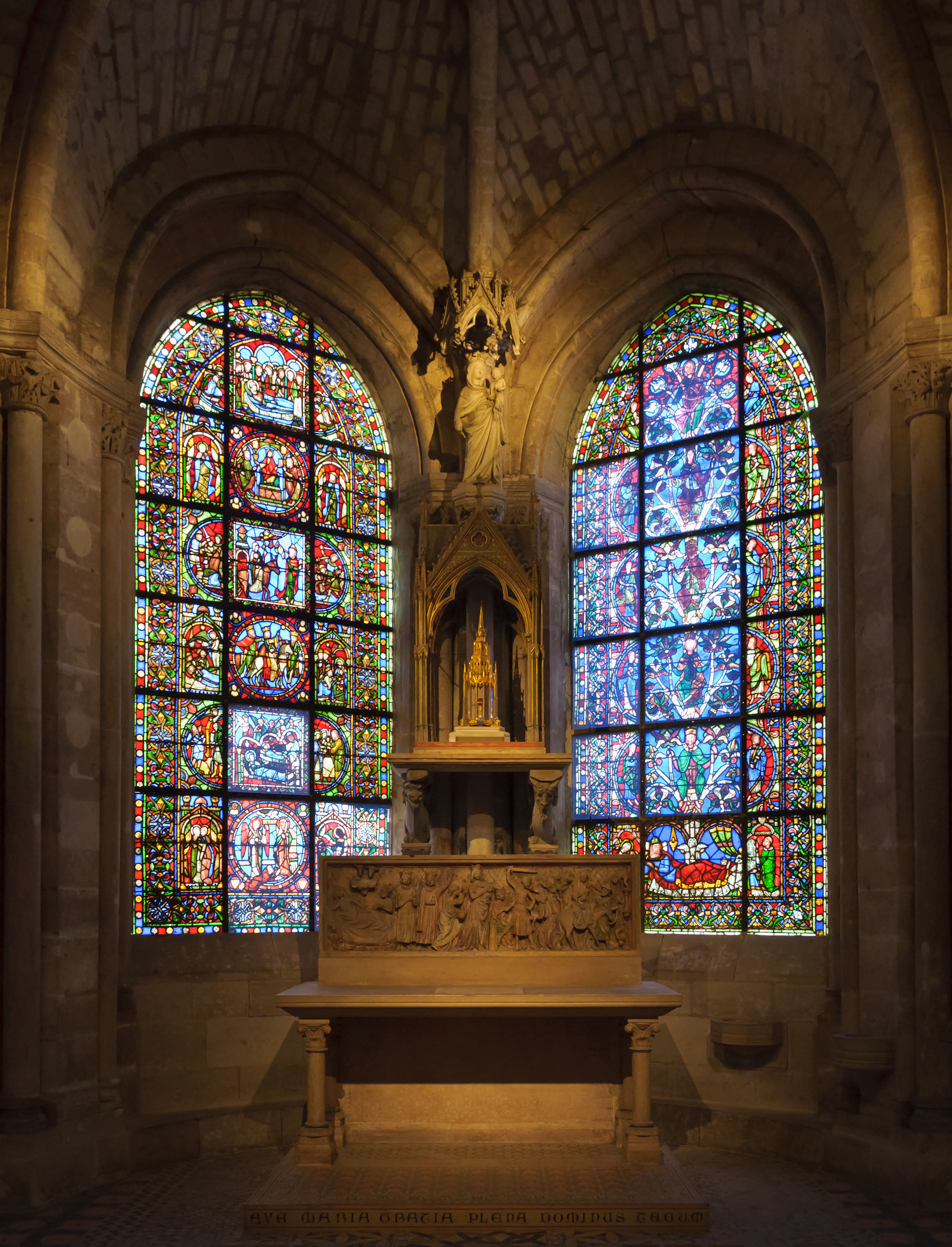
성모 예배당
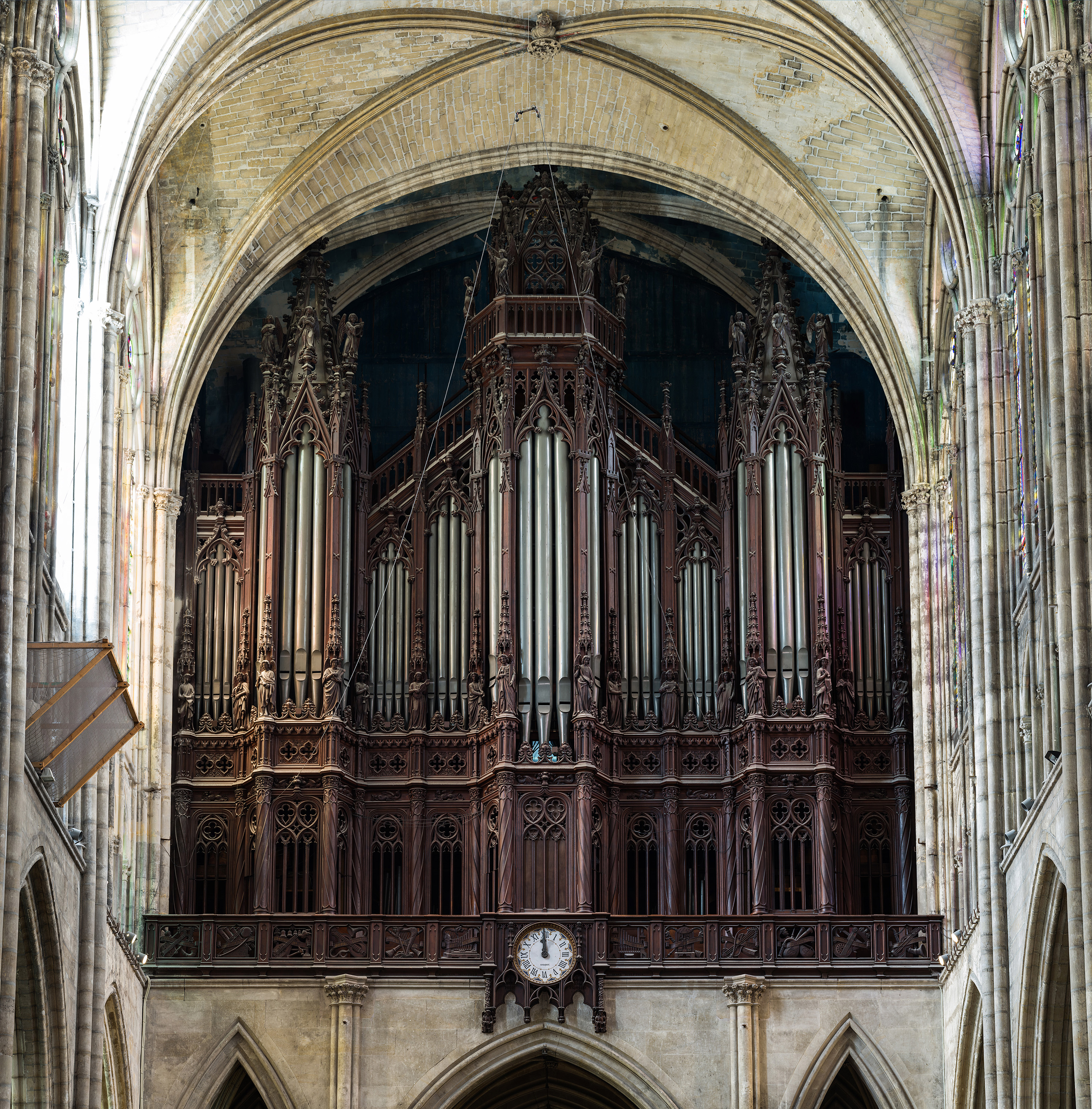
파이프 오르간
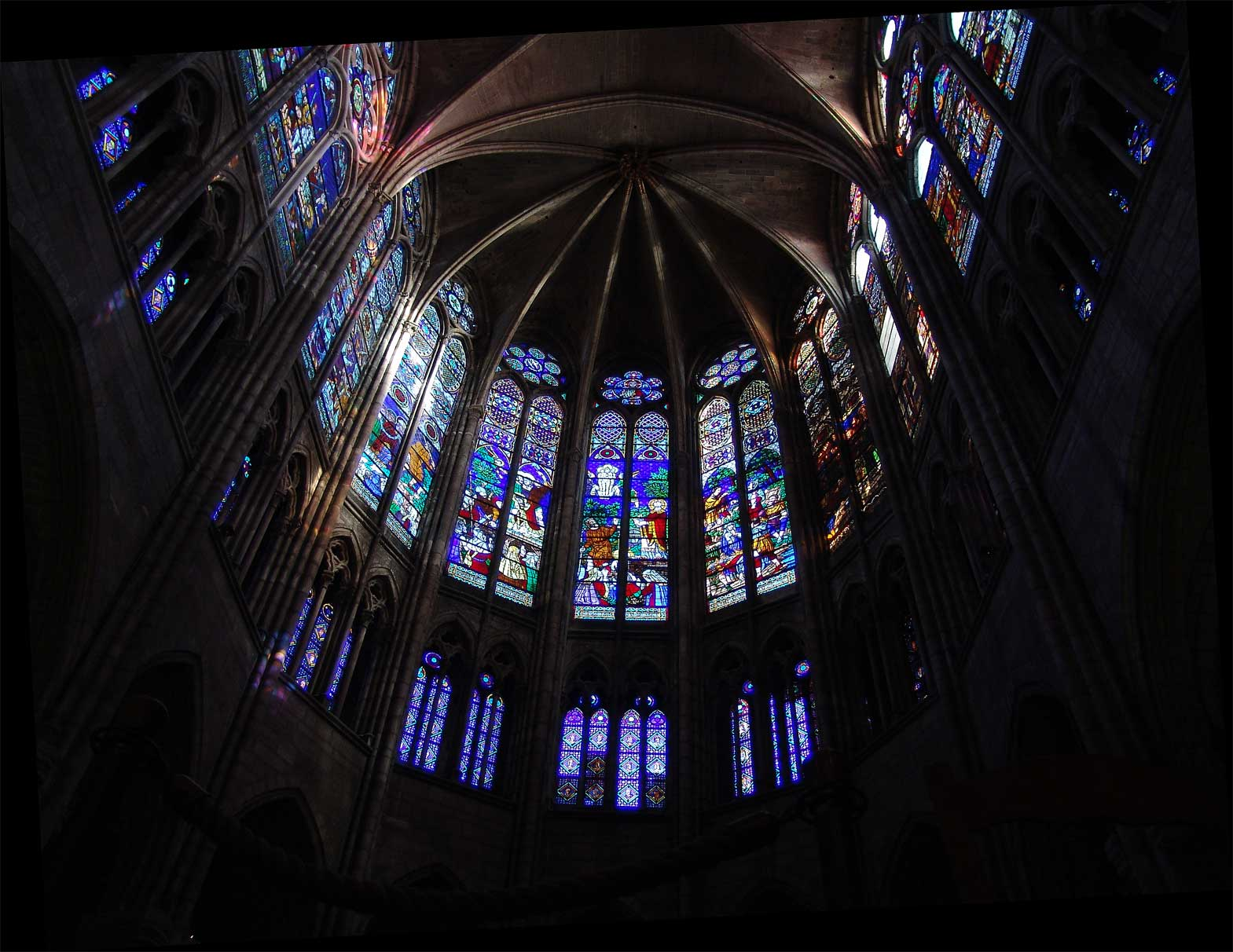
클리어스토리 창
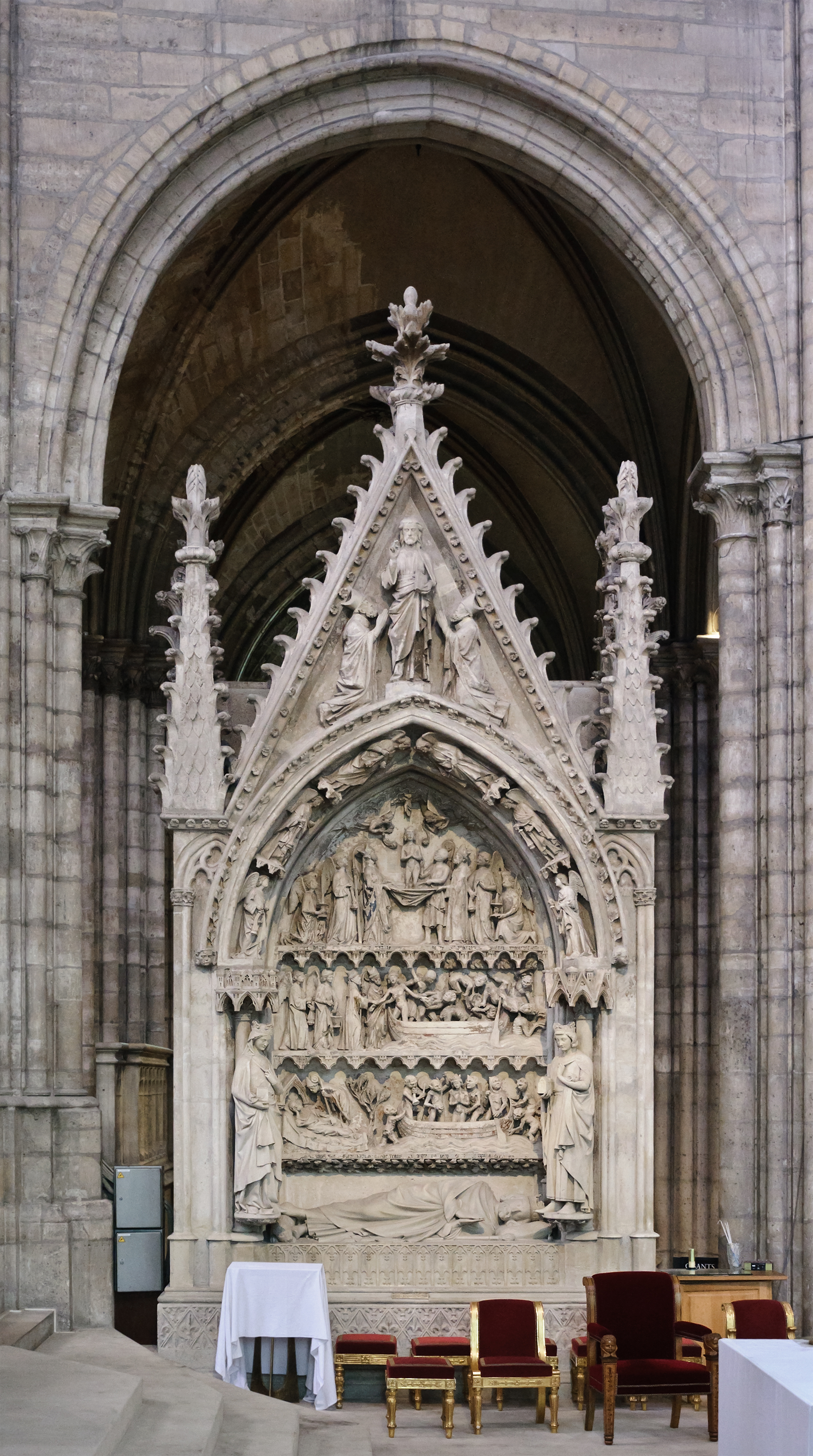
다고베르투스 1세의 무덤
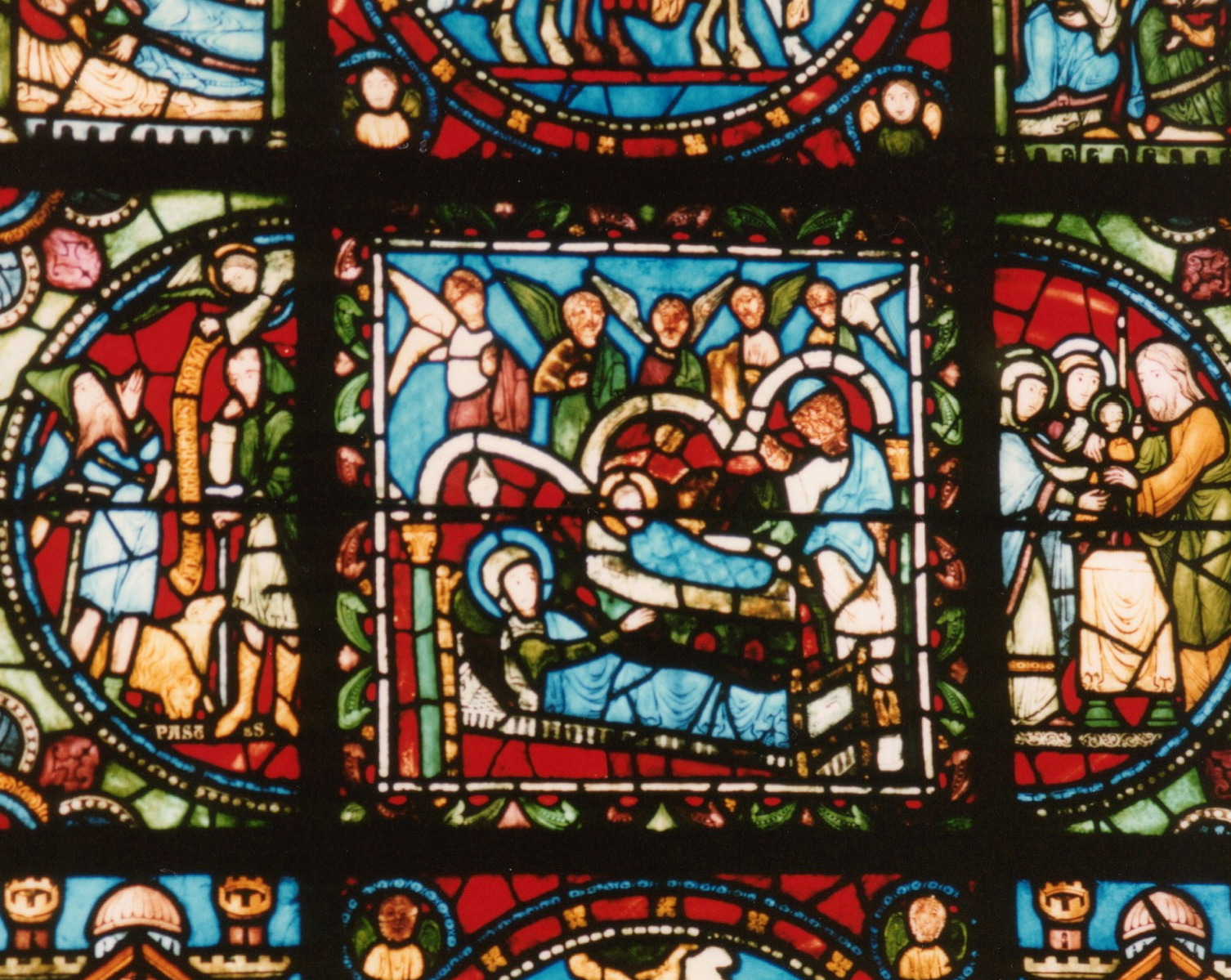
그리스도의 삶을 보여주는 12세기의 창
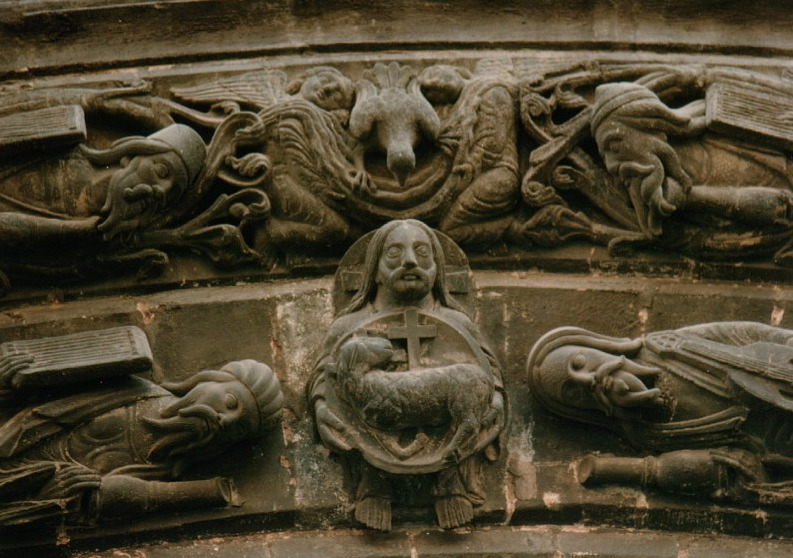
정문에 있는 삼위일체 묘사 모습
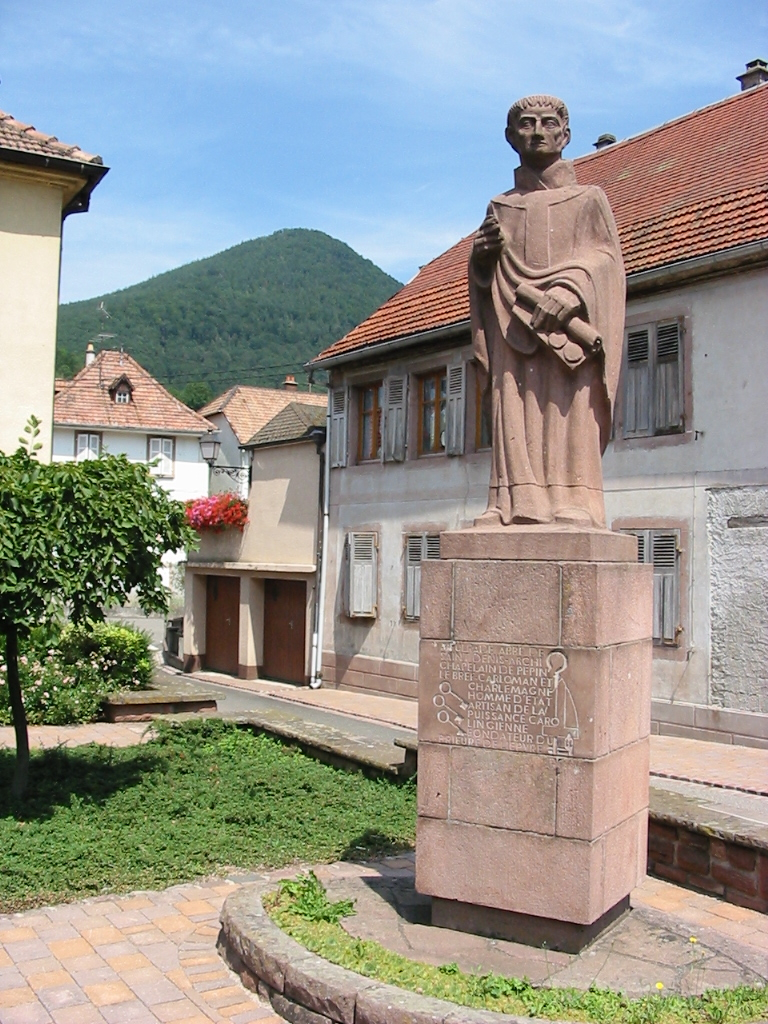
생드니 수도원장 풀라도